# Mike McClure

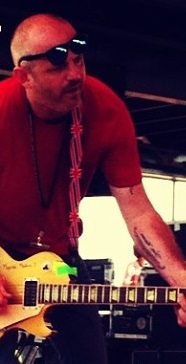
Mike McClure (ca. 2013)

Michael „Mike“ Ray McClure (* 6. Juli 1971 in Tecumseh, Oklahoma) ist ein US-amerikanischer Countrysänger, Songwriter und Musikproduzent. Er ist – mit einer achtjährigen Unterbrechung – seit 1992 Frontmann der Band The Great Divide. Seit Beginn der 2000er-Jahre ist er zudem als Solokünstler und mit der Mike McClure Band aktiv.

## Biografie
McClure wurde im Jahr 1971 in Tecumseh, Oklahoma geboren und verbrachte dort seine Kindheit. Seine ersten Songs schrieb er im Alter von zehn Jahren. Er begann, im nahegelegenen Ort Seminole zu studieren. Als er im Jahr 1990 nach Stillwater zog, um sein Studium an der Oklahoma State University abzuschließen, traf er in der „Farm“ andere Künstler der Red-Dirt-Szene wie Jimmy LaFave oder Tom Skinner.
1992 gründete er zusammen mit Freunden die Countryband The Great Divide, die von 1995 bis 2002 sechs Alben veröffentlichten. Anfang der 2000er Jahre entschloss sich McClure, sich von der Gruppe unabhängig zu machen. Während diese mit Micah Aills einen neuen Sänger fand, entschloss sich McClure nach der Veröffentlichung seines Soloalbums Twelve Pieces, sich erneut einer Band anzuschließen. Zusammen mit Tom Skinner und Eric Hansen gründete er die Mike McClure Band, die seit 2004 sehr aktiv ist und mehrere Alben herausgebracht hat. 2011 folgte mit 50 Billion sein zweites Album ohne die Band. McClure schreibt seine Songs selbst und produziert sie auch.
McClure gehört zu den Besitzern des Independent-Labels 598 Records und betreibt das Boohatch Studio in Ada, Oklahoma.
McClure wohnt in Ada (Stand: 2014). Er ist verheiratet und Vater von zwei Töchtern.

## Diskografie

### Als Solokünstler
- 2002: Twelve Pieces
- 2011: 50 Billion
- 2020: Looking Up

### Kollaborationen
- 2011: Progress of This Pilgrim (mit Kelly Spradlin)
- 2014: (Uh-Coo-Stik) (mit Joe Hardy)
- 2015: Chip and Ray (mit Cody Canada)